# Maharajganj (Distrikt)
Der Distrikt Maharajganj (Hindi: महाराजगंज जिला, Urdu مہاراج گنج ضلع), auch Mahrajganj, ist ein Distrikt des indischen Bundesstaats Uttar Pradesh. Verwaltungszentrum ist die namensgebende Stadt Maharajganj.

## Geografie
Der Distrikt Maharajganj liegt im Nordosten Uttar Pradeshs in der historischen Region Purvanchal an der Grenze zu Nepal und gehört zur Division Gorakhpur. Nachbardistrikte sind Kushinagar im Osten, Gorakhpur im Süden und Siddharthnagar im Westen. Im Norden liegt die Staatsgrenze zu Nepal. Beim Ort Sunauli befindet sich ein Grenzübergang nach Nepal.
Das Distriktgebiet hat eine Fläche von 2952 km² und gehört zur flachen Gangesebene. Im Nordosten wird der Distrikt Maharajganj vom Gandak, einem Nebenfluss des Ganges tangiert. Während der größte Teil der Gangesebene intensiv landwirtschaftlich genutzt wird, haben sich nahe der nepalesischen Grenze noch Waldgebiete erhalten. Insgesamt ist über ein Zehntel des Distriktgebiets bewaldet.
Der Distrikt Maharajganj ist in die vier Tehsils Sadar, Nautanwa, Nichlaul und Pherada unterteilt.

## Geschichte
Als eigenständiger Distrikt besteht Maharajganj seit 1989. Zuvor hatte das Gebiet zum Distrikt Gorakhpur gehört.

## Bevölkerung
Nach der Volkszählung 2011 hat der Distrikt Maharajganj 2.684.703 Einwohner. Zwischen 2001 und 2011 wuchs die Einwohnerzahl um 23 Prozent an. Die Bevölkerungsdichte liegt mit 909 Einwohnern pro km² etwas über dem Durchschnitt Uttar Pradeshs (829 Einwohner pro km²). Der Distrikt Maharajganj ist stark ländlich geprägt: Nur fünf Prozent der Bevölkerung lebt in Städten. Die Urbanisierungsrate gehört damit zu den niedrigsten des Bundesstaates. Auch die Alphabetisierungsquote ist unterdurchschnittlich: Nur 63 Prozent der Einwohner des Distrikts können lesen und schreiben (der Durchschnitt Uttar Pradeshs beträgt 68 Prozent).
Unter den Einwohnern des Distrikts stellen Hindus nach der Volkszählung 2001 mit 83 Prozent die Mehrheit. Daneben gibt es eine muslimische Minderheit von 17 Prozent.

## Städte
| Stadt       | Einwohner (2001) |
| ----------- | ---------------- |
| Anandnagar  | 10.181           |
| Ghughuli    | 10.312           |
| Maharajganj | 26.272           |
| Nautanwa    | 29.259           |
| Nichlaul    | 15.501           |
| Siswa Bazar | 18.884           |